# Broock (Alt Tellin)

Gemeinde Alt Tellin und das Tollense-Tal 1880

Broock ist ein Ortsteil der Gemeinde Alt Tellin im Landkreis Vorpommern-Greifswald.

## Geografie
Broock liegt rund 1 Kilometer südwestlich von Alt Tellin am Südrand des unteren Tollensetals. Durch den Ort verläuft die Kreisstraße VG 106.

## Geschichte
Der Ort geht zurück auf eine ehemalige Burganlage unmittelbar an der Tollense, die als „Schlossberg“ bezeichnet wird und noch als Bodendenkmal erkennbar ist. Hier befand sich der zweite, neben dem bei der Burg Osten, heute noch existierende Flussübergang zwischen Demmin und Klempenow.
Broock war zusammen mit Buchholz und Hohenbüssow im Lehnsbesitz der adligen Familie Buggenhagen und der zweite Stammsitz deren Nehringer Linie. Über den Zeitpunkt der Belehnung mit Broock ist wenig bekannt. Mit Bernd Buggenhagen wurde 1425 erstmals ein Besitzer aus dieser namentlich Familie benannt. Bereits 1431 verkaufte er Broock an den Herzog Kasimir V. von Pommern-Stettin. Spätestens 1470 gehörte Broock erneut zum Lehnsbesitz des Wedego Buggenhagen. Von 1649 bis 1651 war eine Frau von Owstin im Besitz Broocks. Als 1652 mit dem Landmarschall Andreas Buggenhagen die Linie Nehringen-Broock im Mannesstamm erlosch, wurden die Ansprüche der in Buggenhagen bei Wolgast ansässigen Linie auf die hinterlassenen Broocker Güter abgewiesen.
Anschließend waren Broock, Buchholz und Hohenbüssow bis 1655 im Besitz des Philipp Christoph von der Lancken. 1656 übernahm der spätere Landrat Philipp Butzlaw (oder Gützlaff) von Rotermund die Güter, die er später seinem Schwiegersohn Friedrich Wilhelm von Horn überließ. Um 1690 wurde das Lehen offenbar eingezogen und unter staatliche Verwaltung gestellt.
1705 kamen die Broocker Güter in den Besitz des Stettiner Getreidehändlers Christian von Linden. Der Pastorensohn wurde wegen seiner Verdienste als Armeelieferant und Darlehensgeber während des Großen Nordischen Krieges vom schwedischen König Karl XII. geadelt. Nach seinem Tod 1721 gingen die Güter an seinen zweiten, gleichnamigen Sohn. 1733 gingen die Broocker Güter bei einer Erbteilung für 20.000 Taler an dessen Sohn Christian Bogislaw von Linden. 1763 wurden die Güter allodifiziert. Christian Bogislaw von Linden, inzwischen preußischer Generalmajor a. D., ließ 1770 Schloss Broock als repräsentatives Herrenhaus errichten und die Gärten erweitern. Nach seinem Tod 1779 ging der Besitz an seinen Bruder Carl Friedrich, Leutnant bei den Bayreuth-Dragonern. Dieser verkaufte Broock, Hohenbüssow, Buchholz, Siedenbüssow und Tellin an seine Schwägerin Anna Catharina Tugendreich, geborene von Heyden, die Witwe des Generalmajors, für insgesamt 115.000 Taler. Nach deren Tod 1808 gingen die Broocker Güter durch gesetzliche Erbfolge an ihren Stiefneffen Carl Wilhelm von Gentzkow. Dieser hinterließ sie 1835 seinen beiden unmündigen Kindern. Da der Sohn 1840 ohne Nachkommen starb, wurde die Tochter Emilie von Gentzkow, Ehefrau des Landschaftsrats Hans Freiherr von Seckendorff, Alleinerbin.
Zwischen 1840 und 1850 ließ die Familie von Seckendorff das Herrenhaus im neugotischen Stil umbauen. Der Park wurde nach einem Entwurf Peter Joseph Lennés von 1840 zu einem englischen Landschaftsgarten umgestaltet. Hans von Seckendorff vergrößerte die Broocker Güter durch den Erwerb von Tentzerow, Sternfeld und Hohenmocker. Das 1810 von Carl Wilhelm von Gentzkow gegründete Gestüt gehörte zu den erfolgreichsten Pferdezuchten Vorpommerns. 1858 gehörten 65 Pferde zum Gestüt. Daneben wurde ein Merinoschafzucht betrieben, die im gleichen Jahr aus 374 Tieren bestand. Neben dem Herrenhaus hatte Broock 1862 sechs Wohnhäuser und 34 Wirtschaftsgebäude. Im Ort lebten 112 Einwohner. In Broock wurde eine der traditionsreichsten Parforcejagden Vorpommerns veranstaltet. Dazu wurde eine Beagle-Meute von 33 Tieren unterhalten.
Während der Weltwirtschaftskrise geriet das Gut in finanzielle Schwierigkeiten. Der Lebensstil des letzten Gutsbesitzers Hans (II.) Freiherr von Seckendorff trug dazu bei. 1934 musste er den größten Teil der Broocker Güter an die Deutsche Siedlungsgesellschaft verkaufen. Nach seinem Tod im selben Jahr wurde das verbliebene Restgut Broock von der Seckendorffschen Erbengemeinschaft verpachtet.
Nach dem Zweiten Weltkrieg wurde der Besitz enteignet. Das Restgut wurde im Zuge der Bodenreform aufgesiedelt. Im Herrenhaus wurde Flüchtlinge untergebracht. Ein Konsum, eine Schule und das Büro der Gemeindeverwaltung wurden darin untergebracht. In den 1970er Jahren wurden westlich der Dorfstraße zwei Wohnblöcke errichtet. 1974 wurde das inzwischen leergezogene Herrenhaus an den VEB Kranbau Eberswalde verkauft. Die Versuche, das Gebäude zu sanieren und zu einem Ferienheim umzubauen, wurden nach wenigen Jahren aufgegeben. In den folgenden Jahren wurde der Bau ausgeplündert und war Anfang der 1990er Jahre quasi entkernt.
Die Gutsanlage wurde 1998 an einen Privatbesitzer verkauft, dem es nicht gelang, die Sanierung der Anlage zu finanzieren. Diese steht seit Mitte der 2000er Jahre wieder zum Verkauf. Durch den Einsturz des mittleren Dachstuhls ist das Herrenhaus inzwischen in einem äußerst maroden Zustand.

## Sehenswürdigkeiten

### Bauwerke
→ Siehe auch Liste der Baudenkmale in Alt Tellin
- Schloss Broock; barockes, zweigeschossiges, 17-achsiges Herrenhaus von um 1770 mit Mezzanin, dreigeschossigem Mittelrisalit und Souterraingeschoss; Umbau zwischen 1840 und 1850 im neogotischen Stil, jetzt leerstehend – teilweise eingestürzt.

### Grünflächen und Naherholung
- Schlosspark Broock;  Landschaftspark nach Plänen von  Peter Joseph Lenné von 1840/50
- Tollensetal